# Règul d'Arle
Règul d'Arle, en francès Rieul d'Arles (mort cap al 270) fou bisbe d'Arle vers 250). És venerat com a sant per diverses confessions cristianes el 30 de març. Segons una tradició, deixà Arle i marxà al nord, on fou bisbe de Senlis, encara que no se sap del cert si realment es tracta de la mateixa persona o d'una altra, Règul de Senlis.

## Vida i llegenda
Tot i que apareix a la Gallia Christiana Novissima, Règul d'Arles és poc conegut. Segons la tradició, era originari de la ciutat grega d'Argos i anà a viure a Arle, on hi havia una important colònia grega. Deixeble de Dionís d'Arle (la llegenda l'identifica amb sant Dionís de París), el va succeir com a bisbe i va exercir durant diversos anys. Probablement, hi morí com a bisbe.
Segons la tradició, va deixar el càrrec d'Arle a Felicíssim, un bisbe itinerant vingut de Roma, i va deixar la Provença per evangelitzar la zona de l'actual Bèlgica. Es va establir llavors a Senlis on es va convertir en el seu primer bisbe i va morir al voltant de 270.

## Identificació de Règul d'Arle amb el de Senlis
Sobre aquesta qüestió, els historiadors estan dividits. Alguns com Rosenlis pensen que Règul va ser bisbe d'Arle i va morir a Senlis; altres com la Societat dels Bol·landistes consideren que es tracta de dues persones: el bisbe d'Arle i un altre bisbe de Senlis.
Es pot afegir que les relíquies de sant Règul de Senlis, conservades a la catedral de Senlis, van analitzar-se el 1999 mitjançant la tècnica de datació per carboni-14. S'arribà a la conclusió que hi havia un 65% de probabilitats que la persona hagués mort entre 320 i 445 (enfront del 12% de probabilitats que ho fes entre 260 i 320 i el 20% que ho fes entre 445 i 535). Si aquest és realment el cos de Règul de Senlis, caldria retardar la data de l'evangelització de la regió de Senlis al segle iv, i resulta més probable el segle iii. De fet, sabem per les excavacions de John Smith, que el temple pagà d'Halatte prop de Senlis, encara era molt actiu al segle iii, i va ser destruït violentament al voltant de 385-390. Després d'un període de reactivació relacionat amb el manteniment del paganisme, fou definitivament abandonat al voltant de 400-425.
El més probable, doncs, és que siguin dues persones diferents. El fet que la festivitat de tots dos sigui el mateix dia, 30 de març, ha contribuït a la identificació de les dues persones en una.